# Kudłaty Dział

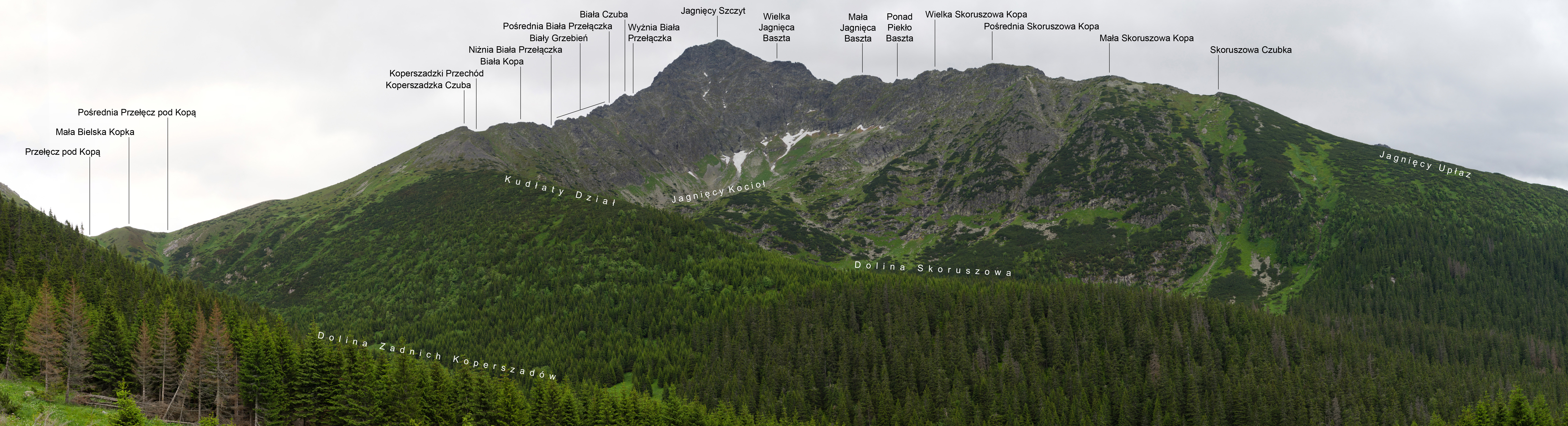
Kudłaty Dział wśród podpisanych obiektów

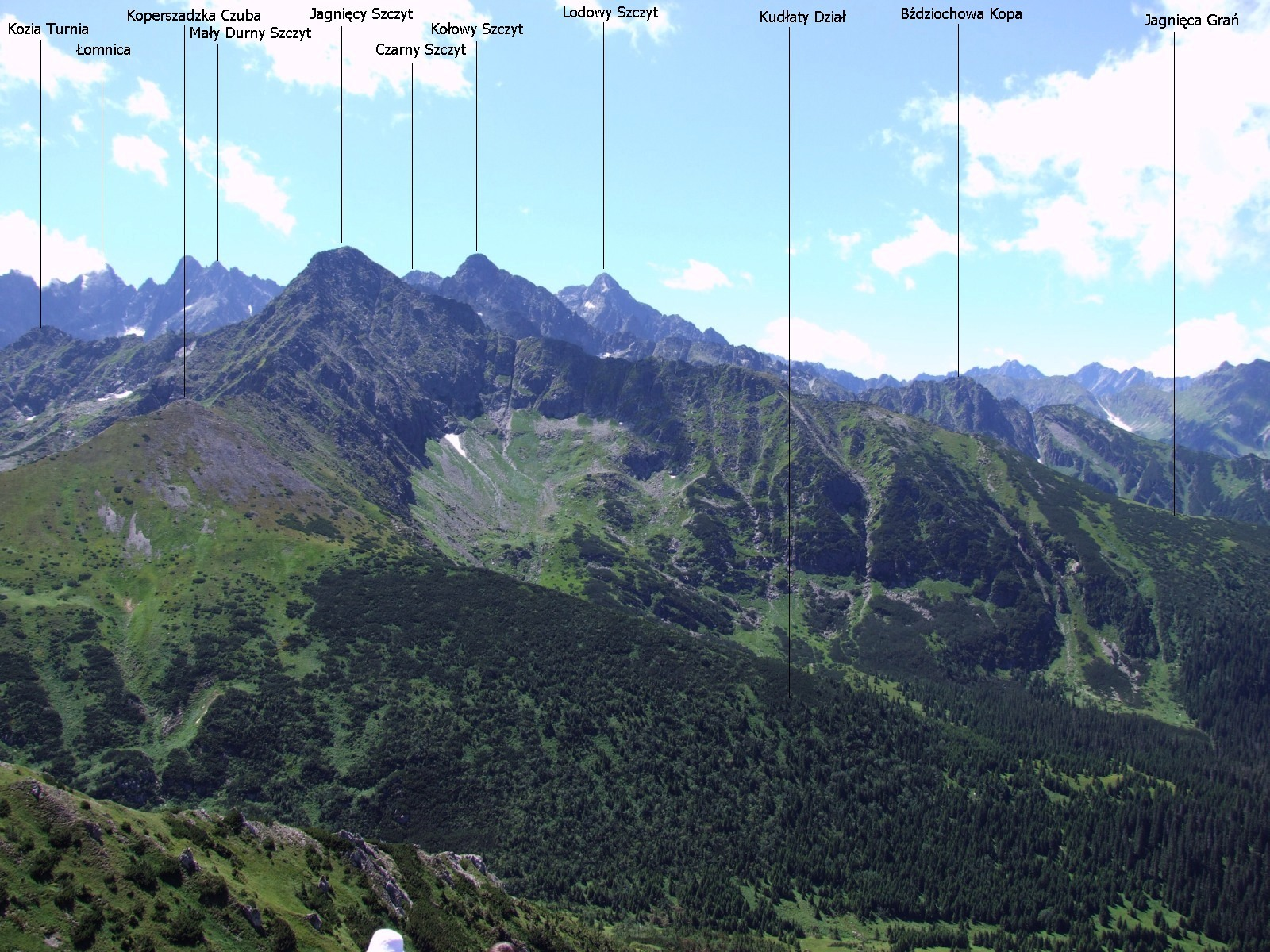
Widok z Szerokiej Przełęczy

Kudłaty Dział (słow. Kudlatý chrbát) – szeroka trawiasta grzęda będąca odnogą Koperszadzkiej Grani w słowackich Tatrach Wysokich. Odchodzi w północno-zachodnim kierunku od znajdującego się w tej grani Koperszadzkiego Zwornika (ok. 1900 m) – niższego wierzchołka Koperszadzkiej Czuby – i opada do dna Doliny Zadnich Koperszadów (ok. 1400 m), oddzielając ją od jej odnogi – Doliny Skoruszowej.
Kudłaty Dział ma zaokrąglony grzbiet i mało strome stoki. Spływający po orograficznie prawej stronie tego grzbietu Koperszadzki Potok stanowi granicę między Tatrami Wysokimi a Tatrami Bielskimi, sam Kudłaty Dział znajduje się w Tatrach Wysokich. Dawniej jego trawiaste obszary były wypasane przez mieszkańców miejscowości Biała Spiska, po zniesieniu wypasu stopniowo zarastają lasem i kosodrzewiną. Nie prowadzi przez niego żaden szlak turystyczny. Przejście grzbietem z Doliny Zadnich Koperszadów na Koperszadzką Czubę jest bardzo łatwe i było znane od dawna myśliwym i pasterzom.